# 15 mars
15 mars är den 74:e dagen på året i den gregorianska kalendern (75:e under skottår). Det återstår 291 dagar av året.

## Återkommande bemärkelsedagar

### Övriga
- Internationella konsumentdagen

## Namnsdagar

### I den svenska almanackan
- Nuvarande – Kristoffer och Christel
- Föregående i bokstavsordning
  - Christel – Namnet infördes på dagens datum 1986 och har funnits där sedan dess.
  - Christoffer – Namnet har, till minne av en kristen martyr vid namn Christophoros, funnits på dagens datum sedan gammalt. 1993 ersattes det av namnformen Kristoffer.
  - Kristoffer – Namnformen infördes på dagens datum 1993, då den ersatte formen Kristofer, och har funnits där sedan dess.
  - Christer – Namnet infördes på dagens datum 1986, men flyttades 1993 till 13 november, då formen ändrades till Krister, där det har funnits sedan dess.
- Föregående i kronologisk ordning
  - Före 1901 – Kristofer
  - 1901–1985 – Kristofer
  - 1986–1992 – Kristofer, Christel och Christer
  - 1993–2000 – Kristoffer och Christel
  - Från 2001 – Kristoffer och Christel
- Källor
  - Brylla, Eva (red.): Namnlängdsboken, Norstedts ordbok, Stockholm, 2000. ISBN 91-7227-204-X
  - af Klintberg, Bengt: Namnen i almanackan, Norstedts ordbok, Stockholm, 2001. ISBN 91-7227-292-9

### Finlandssvenska almanackan
- Nuvarande från 1973[1] – Kristoffer
- I föregående revideringar[a][2]
  - 1929–1972 – Kristofer

## Händelser
- 44 f.Kr. – Fältherren Julius Caesar, som året före har blivit vald till romersk diktator på livstid, blir mördad i den romerska senaten i en konspiration på idus i mars. Enligt legenden ska han, när han bland mördarna fick se sin fosterson Brutus, besviket ha utropat ”Även du, min Brutus?” (latin: ”Et tu, Brute?”). Detta är dock en myt, som härrör från Shakespeares pjäs om honom. Om han över huvud taget sade något är det troligare att han talade grekiska och då sade ”Även du, mitt barn?” (grekiska ”Kai sys, teknon?”).
- 1820 – Maine blir den 23:e delstaten som upptas i den amerikanska unionen.[3]
- 1848 – Under den revolutionsvåg som sveper över Europa efter februarirevolutionen i Frankrike utbryter denna dag revolution i Ungern mot det österrikiska styret. Den kejserliga guvernören tvingas avgå och greve Lajos Batthyány bildar en nationell ungersk regering. Senare under våren hålls val i Ungern och landet blir en autonom österrikisk provins.
- 1892 – Sedan arenaägaren John Houlding under sju år har höjt hyran för fotbollsarenan Anfield i brittiska Liverpool från 100 till 250 pund har arenans dåvarande hemmalag Everton FC lämnat den och flyttat till Goodison Park istället. Denna dag grundas därför ett nytt lag, Liverpool FC, på Anfield istället. Tack vare ett lån på 500 pund från Houlding kan laget värva ett antal spelare från Skottland, vilket gör att det blir känt som ”the team with all the Macs”.
- 1906 – De brittiska motor- och flygpionjärerna Charles Stewart Rolls och Henry Royce, som har träffats två år tidigare, grundar bilföretaget Rolls-Royce Limited. Till en början tillverkar man enbart bilar, men från 1914 börjar man även tillverka flygplansmotorer.
- 1909 – Den av Harry Gordon Selfridge grundade varuhuskedjan Selfridges första varuhus öppnas på Oxford Street i London. Det exklusiva varuhuset är idag (2025) det näst största i Storbritannien efter Harrods.
- 1917 – Den ryske tsaren Nikolaj II tvingas under februarirevolutionen att abdikera från den ryska tronen, både för egen och sin son Aleksejs del. Han efterträds som tsar av sin yngre bror Michail, men då den provisoriska regeringen inte kan garantera hans säkerhet väljer den politiskt ointresserade Michail att självmant abdikera dagen därpå.
- 1933 – Den tyske rikskanslern Adolf Hitler utropar Tyskland till Tredje riket, som är ämnat att bestå i tusen år (det upphör dock tolv år senare, när Tyskland har förlorat andra världskriget). Termen Tredje riket härrör från att det tysk-romerska riket (800/962–1806) räknas som det första och det tyska kejsardömet (1871–1918) räknas som det andra.
- 1939 – Sedan Tyskland i oktober året innan har annekterat de sudettyska områdena av Tjeckoslovakien och Slovakien dagen innan har utropat sin självständighet invaderar och annekterar Tyskland denna dag de återstående delarna av Tjeckoslovakien, som denna dag upphör att existera. Landet återuppstår 1945, efter andra världskrigets slut.
- 1956 – Musikalen My Fair Lady, med musik av Frederick Loewe och text av Alan Jay Lerner och som bygger på George Bernard Shaws pjäs Pygmalion, har premiär på Broadway och blir en av de största framgångarna där någonsin. Huvudrollerna spelas av Rex Harrison (professor Higgins) och Julie Andrews (Eliza Doolittle) och när musikalen filmatiseras 1964 repriserar Harrison sin roll, medan Eliza Doolittle då spelas av Audrey Hepburn.
- 1986 – Sedan den svenske statsministern Olof Palme har blivit mördad två veckor tidigare hålls hans begravning denna dag i Stockholms stadshus, direktsänd i tv. Han gravsätts sedan på Adolf Fredriks kyrkogård i Stockholm.
- 1988 – Under det pågående kriget mellan Iran och Irak intas den kurdiska staden Halabja i nordöstra Irak av iranska styrkor. Dagen därpå genomför Irak därför ett gasanfall mot staden, varvid uppemot 7000 civila omkommer.
- 1999 – Den svenska tv-kanalen SVT24 lanseras som Nordens första nyhetskanal. Då den inte får den framgång man har hoppats på som nyhetskanal inriktas den så småningom istället på repriser av underhållningsprogram och dramaserier.
- 2004 – Fyra dagar efter bombdåden mot centralstationen i Madrid hålls parlamentsval i Spanien. Den sittande premiärministern José María Aznars parti Partido Popular förlorar valet, bland annat på grund av hur de har hanterat bombdådet. Vinnare blir istället Spanska socialistiska arbetarpartiet (PSOE) och dess ledare José Luis Rodríguez Zapatero kan 1 april tillträda som Spaniens nye premiärminister. Han bekräftar omedelbart vallöftet att samtliga spanska trupper i Irak (1300 man) ska dras tillbaka och tas hem till Spanien.
- 2011 – Syriska inbördeskriget inleds.
- 2019 – Moskéattacken i Christchurch. En gärningsman, Brenton Terrant, öppnar eld mot besökare vid två moskéer i Christchurch i Nya Zeeland under fredagsbönen och 50 människor omkommer och 50 skadas, av vilka 20 allvarligt. Efter attacken går Tarrant till sin bil för att byta vapen och återgå till platsen för att skjuta ihjäl människor som fortfarande visade livstecken. Det finns även sprängladdningar som oskadliggörs.[4]

## Födda
- 1493 – Anne de Montmorency, fransk statsman, hertig, pär, marskalk och storhertig av Frankrike
- 1568 – Johannes Bureus, svensk fornforskare, språkvetare och mystiker (född denna dag eller 25 mars)
- 1591 – Alexandre de Rhodes, fransk jesuit och missionär
- 1724 – Anders af Botin, svensk heraldiker, ledamot av Svenska Akademien från 1786
- 1738 – Cesare Beccaria, italiensk filosof, rationalist, humanist, författare och straffrättsteoretiker
- 1767 – Andrew Jackson, amerikansk politiker, USA:s president 1829–1837, känd som Old Hickory
- 1779 – William Lamb, brittisk politiker, Storbritanniens premiärminister 1834 och 1835–1841
- 1830 – Paul Heyse, tysk författare, mottagare av Nobelpriset i litteratur 1910
- 1831 – Edward A. Perry, amerikansk demokratisk politiker, general och jurist, guvernör i Florida från 1885
- 1832 – Antonin Proust, fransk politiker och författare
- 1844 – Karl Hultkrantz, svensk godsägare och liberal riksdagspolitiker
- 1850 – Carl Bildt, svensk ambassadör, författare och kammarherre, ledamot av Svenska Akademien från 1901
- 1854 – Emil von Behring, tysk läkare och bakteriolog, mottagare av Nobelpriset i fysiologi eller medicin 1901
- 1857 – Christian Michelsen, norsk skeppsredare och politiker, Norges statsminister 1905–1907
- 1861 – Joseph M. Devine, amerikansk republikansk politiker, guvernör i North Dakota 1898–1899
- 1877 – Axel Frische, dansk teaterledare, dramatiker och författare
- 1886 – Gerda Wegener, dansk tecknare och målare
- 1902 – Henri Saint Cyr, svensk dressyrryttare
- 1905 – Berthold Schenk von Stauffenberg, tysk jurist och motståndskämpe
- 1907
  - Zarah Leander, svensk skådespelare och sångare
  - Jimmy McPartland, amerikansk jazzmusiker och klarinettist
- 1911
  - Wilhelm Mohnke, tysk SS-officer
  - Rune Ellboj, svensk kapellmästare och altsaxofonist
- 1916 – Harry James, amerikansk orkesterledare och trumpetare
- 1919 – Lawrence Tierney, amerikansk skådespelare
- 1920 – Edward Donnall Thomas, amerikansk läkare, mottagare av Nobelpriset i fysiologi eller medicin 1990
- 1924 – Walter Gotell, tysk-brittisk skådespelare
- 1927 – Carl Smith, amerikansk countrymusiker
- 1928 – Marcel Van, vietnamesisk redemptorist
- 1929 – Anita Blom, svensk skådespelare
- 1930
  - Zjores Alfjorov, rysk fysiker, mottagare av Nobelpriset i fysik 2000
  - Martin Karplus, österrikisk-amerikansk teoretisk kemist, mottagare av Nobelpriset i kemi 2013
- 1933 – Philippe de Broca, fransk regissör och manusförfattare
- 1934 – Minoru Takeyama, japansk arkitekt och författare
- 1936 – Howard Greenfield, amerikansk textförfattare
- 1938
  - Charles Lloyd, amerikansk jazzmusiker, tenorsaxofonist och flöjtist
  - Leif Widengren, svensk polisassistent
- 1939 – Ted Kaufman, amerikansk demokratisk politiker, senator för Delaware 2009–2010
- 1940
  - Frank Dobson, brittisk parlamentsledamot för Labour 1979–2015
  - Phil Lesh, amerikansk musiker, basist i gruppen Grateful Dead
  - Tommy McLain, amerikansk musiker
- 1941
  - Franco Lavoratori, italiensk vattenpolospelare
  - Mike Love, amerikansk popmusiker (The Beach Boys)
- 1943
  - Val Lehman, australisk skådespelare
  - David Cronenberg, kanadensisk regissör
- 1944
  - Hans Dornbusch, svensk operasångare (tenor)
  - Viveka Seldahl, svensk skådespelare
  - Sly Stone, amerikansk musiker, låtskrivare och producent, frontman i gruppen Sly and the Family Stone
- 1947 – Ry Cooder, amerikansk sångare, gitarrist, låtskrivare och filmmusikkompositör
- 1955 – Dee Snider, amerikansk sångare i gruppen Twisted Sister
- 1959 – Renny Harlin, finländsk-amerikansk filmregissör och -producent
- 1960 – Tommy Funebo, svensk sverigedemokratisk politiker
- 1961 – Moungi Bawendi, fransk kemist, mottagare av Nobelpriset i kemi 2023
- 1963 – Gregory Nicotero, amerikansk skådespelare och sminkexpert
- 1969 – Timo Kotipelto, finländsk musiker, sångare i gruppen Stratovarius
- 1971
  - Joachim Björklund, svensk fotbollsspelare, VM-brons och kopia av Svenska Dagbladets guldmedalj 1994
  - Zdeslav Vrdoljak, kroatisk vattenpolospelare
- 1972 – Ibrahim Baylan, svensk socialdemokratisk politiker, statsråd 2004–2006 och 2014–2021, Socialdemokraternas partisekreterare 2009–2011
- 1973 – Rami Lehto, finländsk politiker
- 1975
  - Eva Longoria, amerikansk skådespelare
  - William James Adams, amerikansk musiker med artistnamnet will.i.am, medlem i gruppen The Black Eyed Peas
- 1977 – Joseph Hahn, amerikansk musiker, medlem i gruppen Linkin Park
- 1980 – Josefin Lillhage, svensk simmare
- 1981 – Veronica Maggio, svensk-italiensk sångare
- 1982 – Daniel Rickardsson, svensk längdskidåkare, mottagare av Svenska Dagbladets guldmedalj 2010
- 1985 – Kellan Lutz, amerikansk skådespelare
- 1987 – Jerrell Powe, amerikansk utövare av amerikansk fotboll
- 1997 – Marielle Myhrberg, svensk sångerska, dansare och tidigare medlem i Dolly Style som "Polly"

## Avlidna
- 44 f.Kr. – Julius Caesar, 55, romersk fältherre och statsman (mördad)
- 752 – Zacharias, 73, påve sedan 741
- 931 – Stefan VII, påve sedan 928
- 1206 – Muhammad av Ghor, 46, afghansk krigsherre, grundare av Delhisultanatet (mördad)
- 1517 – Jaime Serra i Cau, omkring 87, spansk kardinal
- 1673 – Salvator Rosa, 57, italiensk målare, poet och gravör inom barockkonsten
- 1721 – Louise av Mecklenburg-Güstrow, 53, Danmarks och Norges drottning sedan 1699 (gift med Fredrik IV)
- 1821 – Abraham Niclas Edelcrantz, 66, svensk skald och kansliråd, ledamot av Svenska Akademien sedan 1786
- 1849 – Giuseppe Gasparo Mezzofanti, 74, italiensk kardinal och lingvist
- 1896 – John Ireland, 69, amerikansk demokratisk politiker, guvernör i Texas 1883–1887
- 1897 – James Joseph Sylvester, 82, brittisk matematiker och professor
- 1911 – William D. Bloxham, 75, amerikansk politiker, guvernör i Florida 1881–1885 och 1897–1901
- 1918 – Isaac Stephenson, 88, kanadensisk-amerikansk politiker och affärsman, senator för Wisconsin 1907–1915
- 1924 – Wollert Konow, 78, norsk politiker, Norges statsminister 1910–1912
- 1935 – Johan Ramstedt, 82, svensk politiker, Sveriges statsminister 13 april–2 augusti 1905
- 1937 – H.P. Lovecraft, 46, amerikansk skräck-, fantasy- och science fiction-författare
- 1938 – Genrich Jagoda, 46, chef för sovjetiska säkerhetspolisen NKVD 1934–1936 (avrättad)
- 1941 – Aleksej von Jawlensky, 76, rysk målare inom expressionismen
- 1943 – Betty Nansen, 69, dansk skådespelare och teaterledare
- 1962 – Arthur Compton, 69, amerikansk fysiker, mottagare av Nobelpriset i fysik 1927
- 1964 – James M. Mead, 78, amerikansk demokratisk politiker, senator för New York 1938–1947
- 1967 – Curt Löwgren, 58, svensk skådespelare
- 1974 – B. Everett Jordan, 77, amerikansk demokratisk politiker, senator för North Carolina 1958–1973
- 1975 – Aristoteles Onassis, 69, grekisk skeppsredare
- 1979
  - Sture Ericson, 66, svensk skådespelare och regissör
  - Léonide Massine, 82, rysk koreograf och balettdansör
- 1980 – Rolf Kaijser, 76, svensk överläkare och politiker
- 1983 – Josep Lluís Sert, 80, spansk arkitekt
- 1984 – Olle Strandberg, 67, svensk målare och tecknare
- 1993 – Lennart Hyland, 73, svensk journalist samt radio- och tv-programledare
- 1996 – Stina Sorbon, 78, svensk sångare och skådespelare
- 1997 – Victor Vasarely, 90, ungersk målare och grafiker
- 1998 – Benjamin Spock, 94, amerikansk barnläkare
- 2001
  - Henrik Schildt, 86, svensk skådespelare
  - Ann Sothern, 92, amerikansk skådespelare
- 2003 – Thora Hird, 91, brittisk skådespelare och komiker
- 2004 – John Pople, 78, brittisk kemist, mottagare av Nobelpriset i kemi 1998
- 2008 – Vicki Van Meter, 26, amerikansk flygare
- 2009
  - Jack Lawrence, 96, amerikansk kompositör och sångtextförfattare
  - Ron Silver, 62, amerikansk skådespelare, regissör, producent, radioprogramledare och politisk aktivist
  - Gunnar Tjörnebo, 81, svensk friidrottare
- 2011
  - Nathaniel Dwayne Hale, 41, amerikansk hiphopartist med artistnamnet Nate Dogg
  - Maj Lindström, 88, svensk sångare och skådespelare
- 2012
  - Edvard Hagerup Bull, 89, norsk kompositör
  - Fran Matera, 87, amerikansk serietecknare
- 2014 – Scott Asheton, 64, amerikansk rocktrumslagare i gruppen The Stooges
- 2015 – Mike Porcaro, 59, amerikansk basist i Toto
- 2019 – Leif "Blixten" Henriksson, 75, svensk ishockeyspelare
- 2020 – Vittorio Gregotti, 92, italiensk arkitekt